# Susanna Ceccardi
Susanna Ceccardi (n. 19 martie 1987, Pisa, Toscana, Italia) este o politiciană italiană.